# Lukáš Vondráček

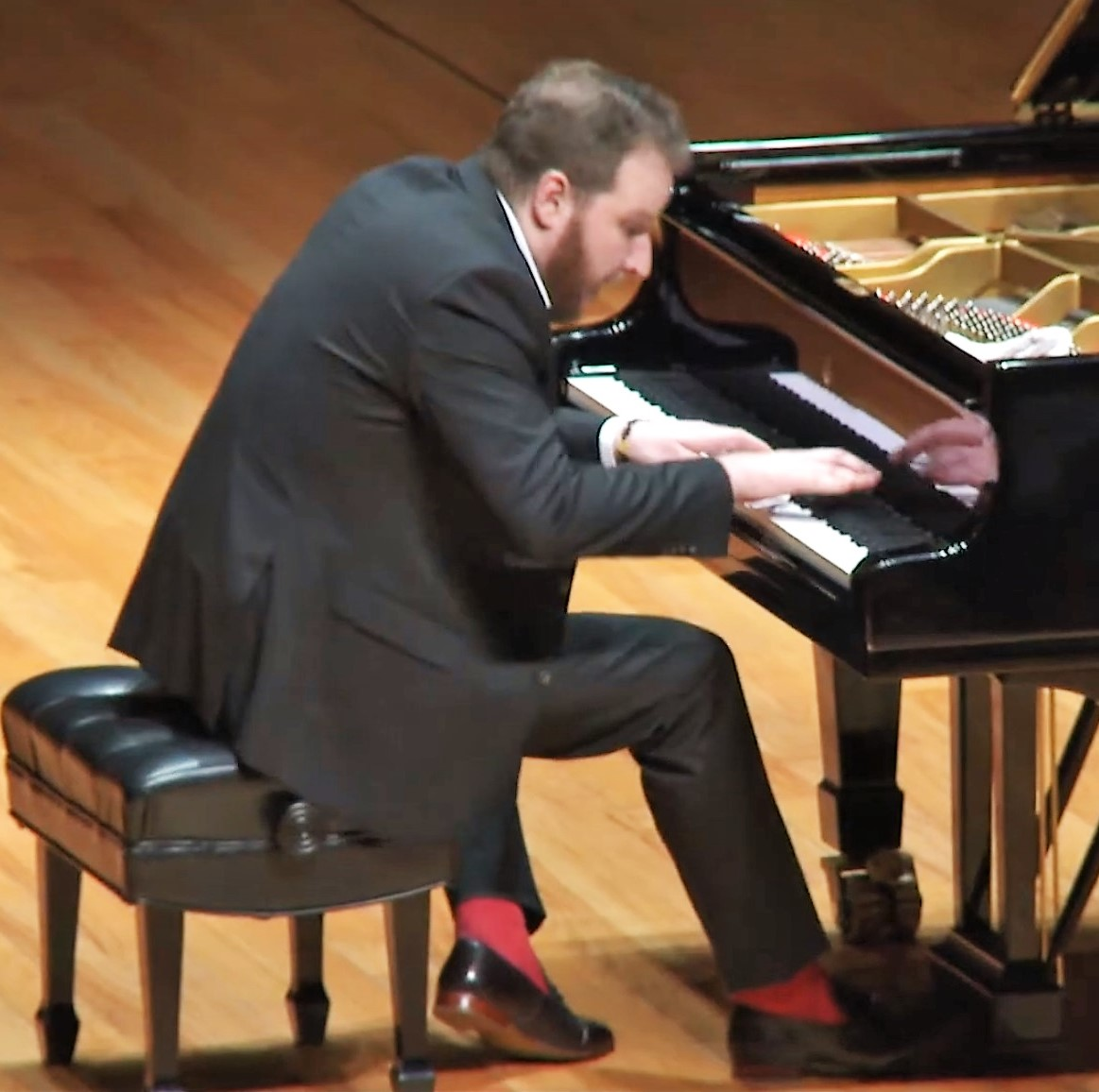
Lukáš Vondráček

Lukáš Vondráček (geboren 1986 in Opava) ist ein tschechischer Pianist.
Vondráček stammt aus einer Musikerfamilie. Seine Eltern waren Klavierlehrer, die sein Talent früh erkannten. Im Alter von drei Jahren begann er mit dem Klavierspielen und trat mit vier Jahren erstmals öffentlich auf. 2002 spielte er im Alter von 15 Jahren erstmals mit der Tschechischen Philharmonie unter der Leitung von Vladimir Ashkenazy. Vondráček studierte an der Musikakademie Katowice in Polen, an der Hochschule für Musik in Wien und am New England Conservatory in Boston. Er trat mit Orchestern wie dem Philadelphia Orchestra, den Sankt Petersburger Philharmonikern und den Wiener Symphonikern auf und arbeitete mit Dirigenten wie  Paavo Järvi und Christoph Eschenbach. 2016 gewann Vondráček den 1. Preis beim Concours Reine Elisabeth in Brüssel.